# Contra-diction - Il caso Nicaragua
Contra-diction - Il caso Nicaragua è un documentario del 1988 diretto da Giuseppe Ferrara.

## Trama
Il documentario-inchiesta mostra dapprima la terribile realtà presente del Nicaragua, per poi prendere in considerazione il suo passato: dalla figura di Sandino alla dinastia dittatoriale dei Somoza. 